# الطاقة من أجل التنمية المستدامة
الطاقة من أجل التنمية المستدامة هي دورية أكاديمية تتم مراجعتها من قبل الأقران والنظراء وتغطي البحوث المتعلقة بالجوانب المتعلقة بالطاقة في خطة التنمية المستدامة، تقوم بنشرها دار نشر إلزيفير ويتولي دانييل بي جونز رئاسة التحرير.
وفقًا لتقارير الاستشهاد بالمجلات الأكاديمية، فإن المجلة لديها عامل تأثير 2013 يبلغ 2.360، لتحتل المرتبة 37 من أصل 83 مجلة في فئة «الطاقة والوقود».